# Retimbrar
Retimbrar (Portugal, 2008) é um colectivo musical português que foi buscar inspiração às canções, ritmos e instrumentos musicais tradicionais portugueses.   

## História
O grupo surge em 2008 pela mão do músico uruguaio,  Andres Tarabbia (conhecido como Pancho), após um amigo lhe mostrar um mapa de Portugal que mostrava os instrumentos tradicionais portugueses.  Na mesma altura apercebeu-se que, ao contrário do que acontecia no Uruguai, não se viam músicos profissionais tocarem música tradicional na rua, em Portugal.  Resolve apresentar um projecto à Junta de Freguesia de Espinho, que pretendia reunir todos os instrumentos musicais tradicionais portugueses e simultaneamente inovar e revitalizar a música tradicional portuguesa.  É este o ponto de partida do grupo, cuja primeira formação era inicialmente composta por cerca de 15 elementos de Espinho. 
No ano seguinte, Pancho e António Serginho ao fazerem uma formação na Casa da Música, constatam que para além de um bombo não haviam mais instrumentos portugueses e resolvem ir falar com o director do serviço educativo. É assim que os Retimbrar assumem as características de uma oficina de música popular portuguesa e a Casa da Música, para além de acolher o colectivo, entre 2010 e 2011, no seu serviço educativo; aumenta o seu espólio de instrumentos tradicionais portugueses, entre eles adufes, tréculas e brinquinho.  Durante este período o número de elementos duplica, de 15 para 32 elementos, em 2024 o grupo é composto por 8 elementos. 
Em 2011, o colectivo dá outro salto evolutivo ao abraçar outros instrumentos para além dos de percussão, uma vez que vários membros do grupo tocavam também outros tipos de instrumentos, com destaque para cordofones, como o cavaquinho e o bandolim. As oficinas transformam-se num espaço de improvisação, semelhante ao de uma banda de garagem, em que começam a construir um repertório inspirado na música tradicional portuguesa. 

Capa do disco Voa Pé, com ilustrações de Manel Cruz

O seu primeiro disco, intitulado Voa Pé, é lançado em 2016 com o apoio da Casa da Música e da FNAC.   
Durante a pandemia, trabalham no seu segundo disco, Levantar do Chão, cujo processo criativo e produção foi acompanhado por investigadores do polo do Instituto de Etnomusicologia - Centro de Estudos em Música e Dança (INET-md) da Universidade de Aveiro.  Mais de 80 pessoas participaram na criação deste disco que reúne temas originais e outros aprendidos ao longo dos anos. Para além de músicos e cantores profissionais, como a cantora galega Uxía e a guitarrista Marta Pereira da Costa, participaram também ranchos folclóricos, como o Rancho Folclórico Santa Eufémia de Pé de Moura, e grupos de Zé Pereiras, como os Mareantes do Rio Douro. 
Em 2021, foram um dos grupos convidados a actuar na abertura da Womex (Worldwide Music Expo) e representaram Portugal na Expo 2020 Dubai, ao lado de nomes como Teresa Salgueiro e António Chaínho. 
Desde a sua criação, colectivo colaborou com vários projectos e artistas portugueses, entre eles: Bernardo Sassetti, Clã, Deolinda, Expensive Soul, Manel Cruz, Marta Pereira da Costa, Orfeão de Ovar, Sérgio Godinho, Sopa de Pedra e Vitorino. 

## Reconhecimento e prémios
O primeiro álbum do grupo, Voa Pé, foi nomeado para o Prémio José Afonso em 2017. 
A música Coisas da Minha Terra, primeiro single a sair do segundo album do grupo, Levantar do Chão, integrou em Abril de 2022, a lista 10 sugestões de música portuguesa da Blitz. 
O álbum Levantar do Chão foi disco de destaque da Antena 1, e integrou a lista de 33 discos que receberam o selo Disco Antena1 em 2022.  Em Fevereiro de 2024 ocupava o 3º lugar nos World Music Charts Europe, mantendo-se entre os 20 primeiros no mês seguinte. 
Ganham o Prémio de Melhor Música portuguesa, nos Prémios aRi[t]mar de 2023, com o tema Maçãzinha que contou com a participação da cantora Uxía Senlle. 

## Discografia
Entre a sua discografia encontram-se: 
- 2016 - Voa pé, edição de autor que contou com o apoio da Casa da Música, da Associação Revolução d’Alegria e da FNAC [26][27]

- 2022 - Levantar do Chão, editora Revolução d'Alegria, apoiado pela SPA, a Fundação GDA e pelo pólo da Universidade de Aveiro, do INET-dm  [19][28][29]

## Ligações Externas
- ANTENA1 | Sara Yasmine e António Serginho entrevistados no programa A Árvore da Música (2024)
- RETIMBRAR (youtube)| Tema Maçãzinha com Uxía (2022)
- PORTA 253 | Tema Ao Tambor, Retimbrar acompanhados pelas Sopa de Pedra (2023)